# 麥拉倫MP4-30
麥拉倫MP4-30（英語：McLaren MP4-30）是蒂姆·戈斯、尼爾·奧特利、麥特·莫里斯及彼得·普羅德羅姆所設計的一輛麥拉倫一級方程式賽車，參賽於2015年世界一級方程式錦標賽。這輛車將由離隊七年後重返麥拉倫的2005及2006年世界冠軍費爾南多·阿隆索，以及2009年世界冠軍詹森·巴頓駕駛；而2014年正賽與現任儲備車手凱文·馬格努森在阿隆索受傷後，暫時頂替他出賽。這輛車將是麥拉倫於2014年賽季結束與梅賽德斯長達20年的合作關係後，繼1992年麥拉倫MP4/7A的首輛本田引擎動力賽車。
車隊因為這輛車的獨特尖銳錐形尾端，而給她起了個「零號一級方程式賽車」的綽號，這是為了實現讓本田引擎能比其他引擎在更高溫度下運作所設計的。

## 開發

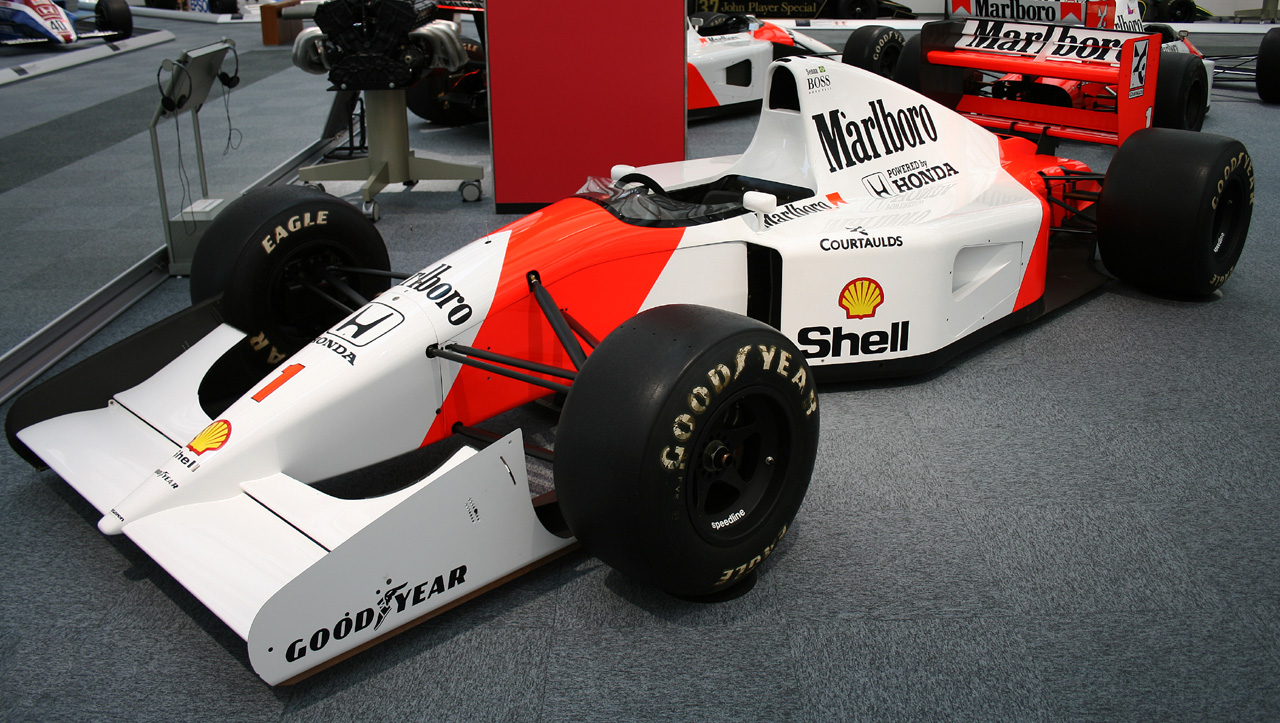
參賽1992年世界一級方程式錦標賽的麥拉倫MP4/7A是最後一輛麥拉倫車隊生產的本田引擎賽車。

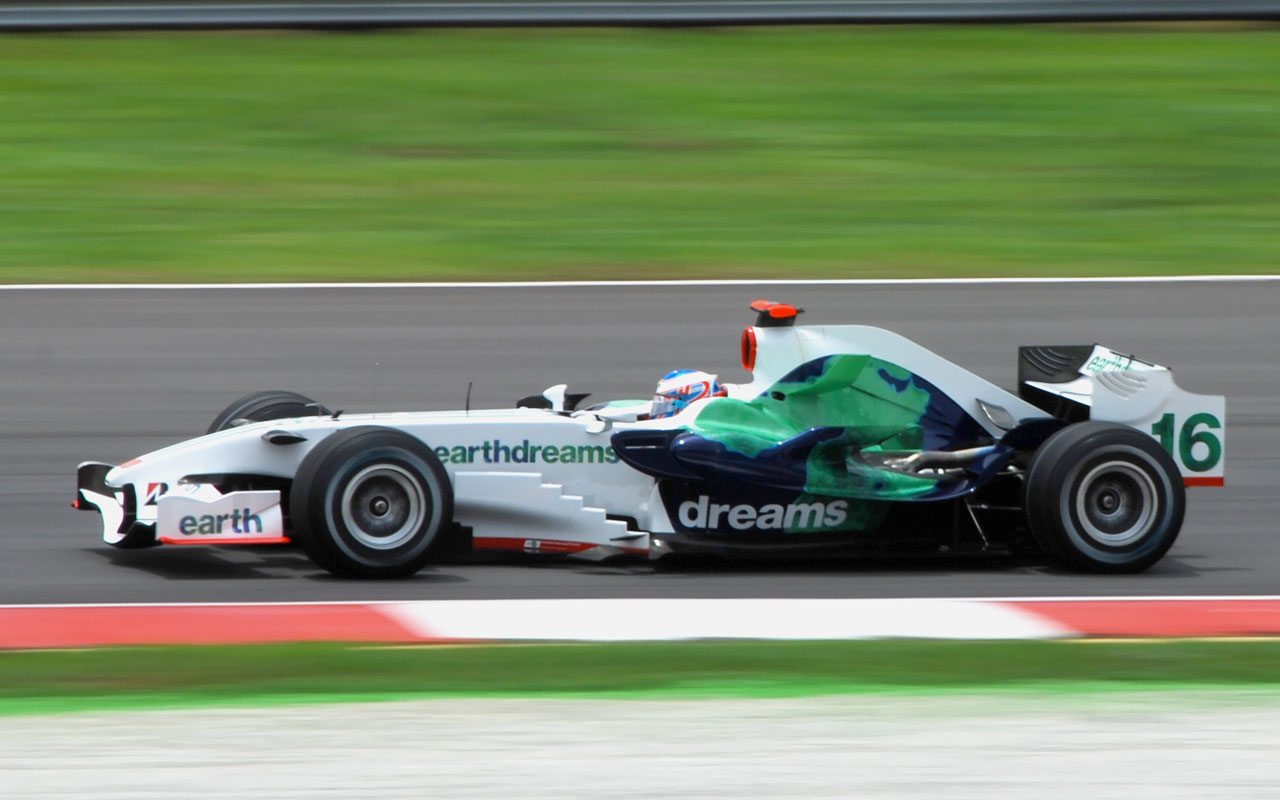
參賽2008年賽季的本田RA108是最後一輛使用本田引擎的一級方程式賽車。

### 設計團隊
曾在2014年開發麥拉倫MP4-29的蒂姆·戈斯、尼爾·奧特利及麥特·莫里斯續留該隊並負責設計MP4-30。
彼得·普羅德羅姆在紅牛車隊擔任空氣動力學專家八年後，重返曾在1991至2006年間任職的麥拉倫車隊，幫助他們設計MP4-30。

### 前期開發
本田技研工業於2013年5月首度發布重返一級方程式賽車，他們在接下來的18個月為麥拉倫車隊開發MP4-30的引擎。而該隊的麥拉倫MP4-29在整個2014年賽季中，所使用的是梅賽德斯的PU106A混合動力引擎。
麥拉倫MP4-30的開發從麥拉倫MP4-29H/1X1展開，這是該隊為測試新的本田引擎所開發出的MP4-29變型。這輛車曾由麥拉倫的測試及開發車手斯托弗·范多恩駕駛，在銀石與亞斯碼頭賽道的測試賽中亮相。MP4-29H/1X1的測試計畫因為受限於有效運轉引擎的技術問題，且底盤在亞斯碼頭登場後便被擱置，而車隊也在位於赫雷斯-德拉弗龍特拉的2015年賽季第一階段季前測試之前，將引擎裝上MP4-30底盤。這輛車也2014年12月通過國際汽聯的強制撞擊測試，成為2015年賽季首支通過測試的車隊。

### 季前測試
MP4-30於赫雷斯賽道的第一次季前測試首度亮相。這輛車有著艱困的開始，RA615H引擎受到一系列復發的機械故障之苦，制約了車隊四天來的跑程，且他們所完成的里程數是所有在場車輛中最少的。持續困擾賽車的問題並未在加泰隆尼亞賽道的第二次測試前解決，促使麥拉倫用他們在2014年獨自開發的零件來取代一些本田供應的零件。這場測試因為費爾南多·阿隆索在最後一天的意外而蒙上了一層陰影，這位兩屆世界冠軍因腦震盪住院觀察，且將取消參加第三次與最終測試。測試及儲備車手凱文·馬格努森將代替他參賽。
MP4-30於赫雷斯賽道的第一次季前測試首度亮相。這輛車有著艱困的開始，RA615H引擎受到一系列復發的機械故障之苦，制約了車隊四天來的跑程，且他們所完成的里程數是所有在場車輛中最少的。持續困擾賽車的問題並未在加泰隆尼亞賽道的第二次測試前解決，促使麥拉倫用他們在2014年獨自開發的零件來取代一些本田供應的零件。車隊終於在巴塞隆納的最終測試成功地跑出圈數；在首日僅完成七圈後，詹森·巴頓得以在隔日跑完超過百圈。然而，距離開幕站還有兩周，MP4-30所能持續跑完的最長一段卻是在巴塞隆納賽道時的12圈，若是以一場66圈、總距離完整307.1（190.8英里）的大獎賽來算，這段距離相當於55.8（34.7英里）。

#### 測試意外
該隊的季前準備工作因為費爾南多·阿隆索在最後一日測試的事故蒙上一層陰影，這位兩屆世界冠軍因腦震盪住院觀察，且將取消參加第三次與最終測試。測試及儲備車手凱文·馬格努森將代替他參加剩餘的測試及賽季開幕站。阿隆索事將此事故歸咎於轉向故障，駁斥了有關他遭到車輛ERS系統電擊、車輛碰撞結構安裝不當，或是碰上一個強勁的側風而失去控制的傳言，而他也補充說他認為這起事故的最終原因不可能無法被確定。他更進一步質疑關於他在事故中便已腦震盪的報導。麥拉倫並未提出阿隆索意外的分析，車隊主張意外後的遙測數據中並沒有任何車輛故障的證據，但也勉強承認最有可能的解釋是未診斷出故障，並在阿隆索回歸後在他車上裝上額外的傳感器。

### 季中開發
由於每家2015年參賽隊的引擎製造商被授予對他們的引擎有限範圍內的開發，儘管已經在開幕站前不間斷地開發18個月，但在獲必要的批准之前，麥拉倫和本田仍被留了些開發RA615H Hybrid動力單元的轉圜餘地。根據2015年的規定，動力單元的開發被劃分成32個區域，而本田在整個賽季中獲准開發9個。

## 一級方程式賽車成績
（圖例）粗體為桿位出賽，斜體為最快圈速
| 賽季   | 隊伍       | 引擎       | 輪胎 | 車手            | 大獎賽 | 大獎賽 | 大獎賽 | 大獎賽 | 大獎賽 | 大獎賽 | 大獎賽 | 大獎賽 | 大獎賽 | 大獎賽 | 大獎賽 | 大獎賽 | 大獎賽 | 大獎賽 | 大獎賽 | 大獎賽 | 大獎賽 | 大獎賽 | 大獎賽 | 積分 | 排名 |
| 賽季   | 隊伍       | 引擎       | 輪胎 | 車手            | 澳     | 馬     | 中     | 巴林   | 西     | 摩     | 加     | 奧     | 英     | 匈     | 比     |        | 新     | 日     | 俄     | 墨     | 美     | 巴西   | 阿     | 積分 | 排名 |
| ------ | ---------- | ---------- | ---- | --------------- | ------ | ------ | ------ | ------ | ------ | ------ | ------ | ------ | ------ | ------ | ------ | ------ | ------ | ------ | ------ | ------ | ------ | ------ | ------ | ---- | ---- |
| 2015年 | 麥拉倫本田 | 本田RA615H | P    | 凱文·馬格努森   | DNS    |        |        |        |        |        |        |        |        |        |        |        |        |        |        |        |        |        |        | 5*   | 第9* |
| 2015年 | 麥拉倫本田 | 本田RA615H | P    | 費爾南多·阿隆索 |        | Ret    | 12     | 11     | Ret    | Ret    | Ret    | Ret    | 10     |        |        |        |        |        |        |        |        |        |        | 5*   | 第9* |
| 2015年 | 麥拉倫本田 | 本田RA615H | P    | 詹森·巴頓       | 11     | Ret    | 14     | DNS    | 16     | 8      | Ret    | Ret    | Ret    |        |        |        |        |        |        |        |        |        |        | 5*   | 第9* |

註記:
* 賽季進行中。

## 腳註
1. ↑  動能與熱能回收系統皆能在每圈獲得2百萬焦耳的能量。然而，在2015年的規則下，這兩者系統僅能配置每圈2百萬焦耳的能量。[1]
2. ↑  運動規則規定除了摩納哥大獎賽之外，一場大獎賽的總距離是305（190英里）加上該賽道的長度。